# Luigi Vannicelli Casoni
Pour les articles homonymes, voir Casoni.
Luigi Vannicelli Casoni (né le 16 avril 1801 à Amelia et mort le 21 avril 1877 à Rome) est un cardinal italien du XIXe siècle. Il est de la famille des cardinaux Lorenzo Casoni (1706) et Filippo Casoni (1801).

## Biographie
Luigi Vannicelli Casoni exerce diverses fonctions au sein de la Curie romaine, notamment comme vice-camerlingue de la Sainte Église et directeur-général de la police. 
Le pape Grégoire XVI le crée cardinal in pectore lors du consistoire du 23 décembre 1839. Sa création est publiée le 24 janvier 1842. 
Le cardinal Casoni est légat apostolique à Forlì en 1842, puis de Bologne en 1844 et 1845. Il participe au conclave de 1846, lors duquel Pie IX est élu pape. Avec les cardinaux Gabriel della Genga Sermattei et Lodovico Altieri, il forme le triumvirat (triumvirat rouge) qui gouverne les États pontificaux en 1849-1850 après l'épisode de la République romaine pendant la fuite de Pie IX. Il est nommé archevêque de Ferrare en 1850 et est ordonné par Pie IX avec comme co-consécrateurs Domenico Lucciardi et Giuseppe Maria Castellani (de). Il participe au concile Vatican I en 1869 et 1870. De 1870 à sa mort, il est pro-dataire apostolique.

## Succession apostolique
Luigi Vannicelli Casoni a ordonné les évêques suivants :
- Évêque Jean-Marcel Touvier, C.M. (1870)
- Cardinal Luigi Giordani (1871)